# فلکان
فلکان، روستایی از توابع بخش سیلوانه و در شهرستان ارومیه استان آذربایجان غربی ایران میباشد . باید گفت که مردمان قدیمی این منطقه ترک زبان بوده ولی با مهاجرت کرد زبانان منطقه کرد نشین معرفی می شود . طبق آخرین سرشماری صورت گرفته این روستا دارای ۱۸۰ خانوار بوده و هم کنون خود به روستای دیگری به نام مولودآباد هم وصل میباشد که مدرسه فلکان در آن روستا قرار دارد. 

## جمعیت
این روستا در دهستان مرگور قرار داشته و بر اساس سرشماری سال ۱۳۸۵ جمعیت آن ۵۹۰ نفر (۱۰۸ خانوار)
بوده‌است.